# Hygrophila triflora
Hygrophila triflora är en akantusväxtart som först beskrevs av William Roxburgh och som fick sitt nu gällande namn av Francis Raymond Fosberg och Marie-Hélène Sachet.
Hygrophila triflora ingår i släktet Hygrophila och familjen akantusväxter. Inga underarter finns listade i Catalogue of Life.